# Vaindloo

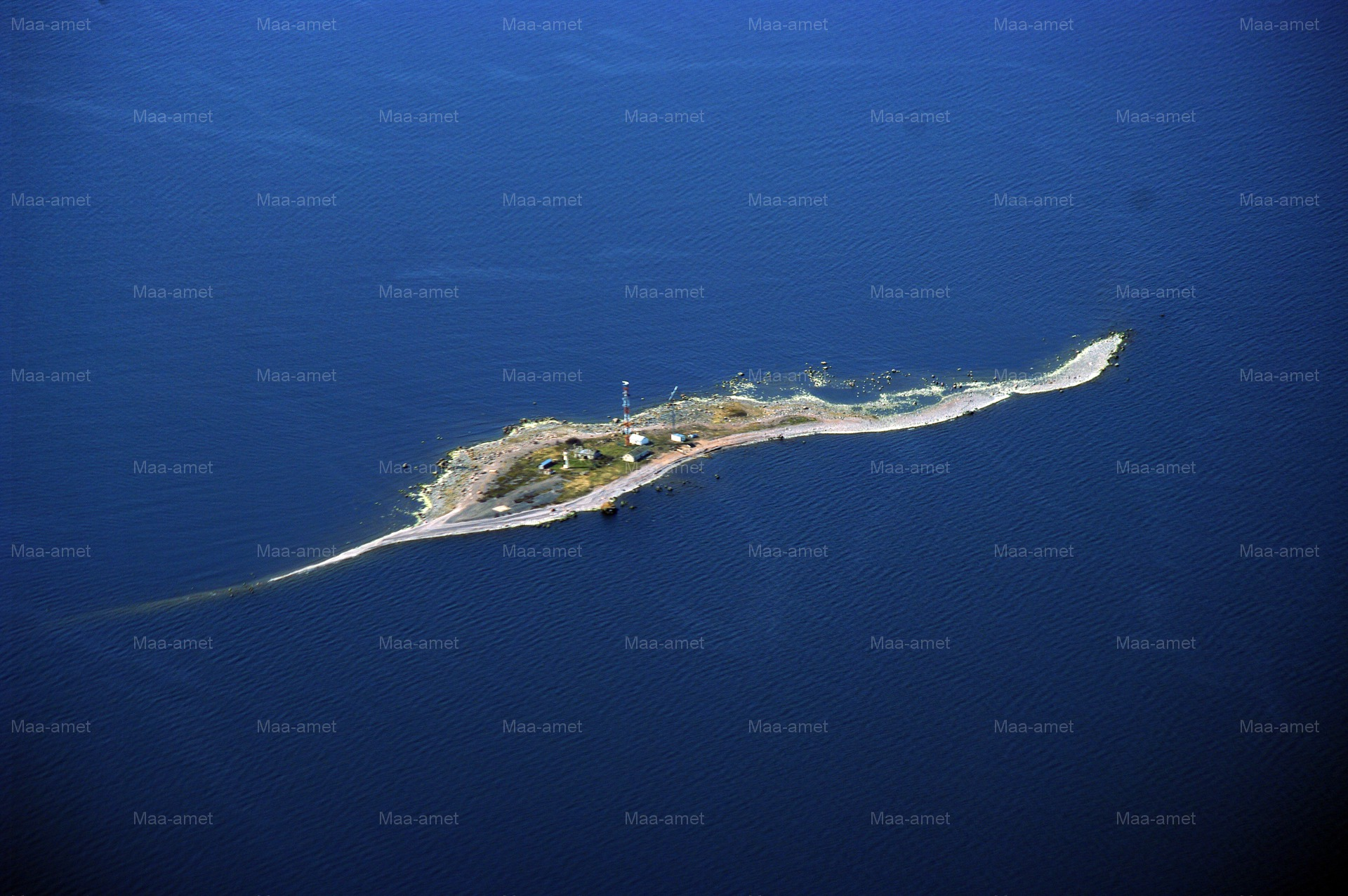
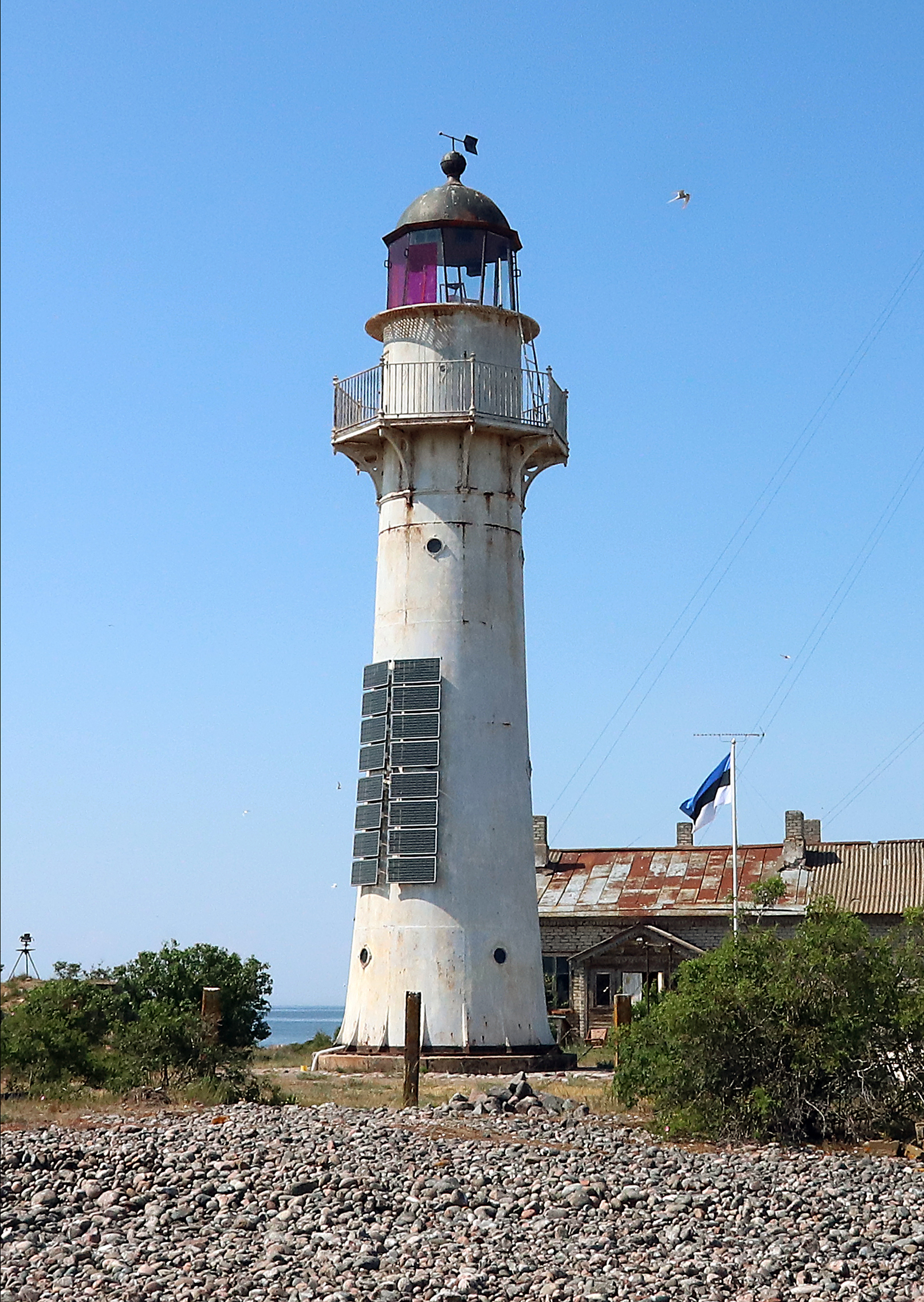
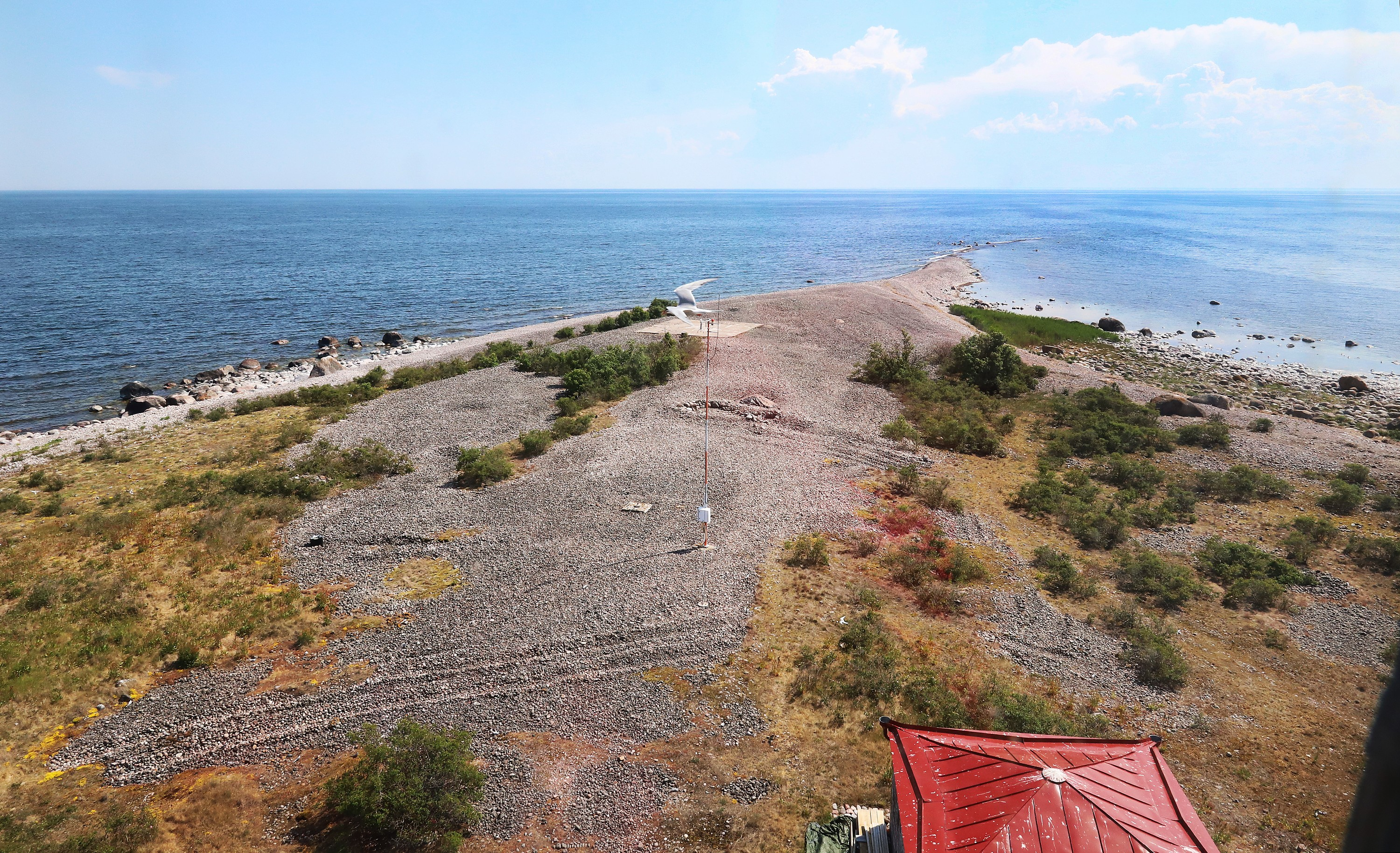
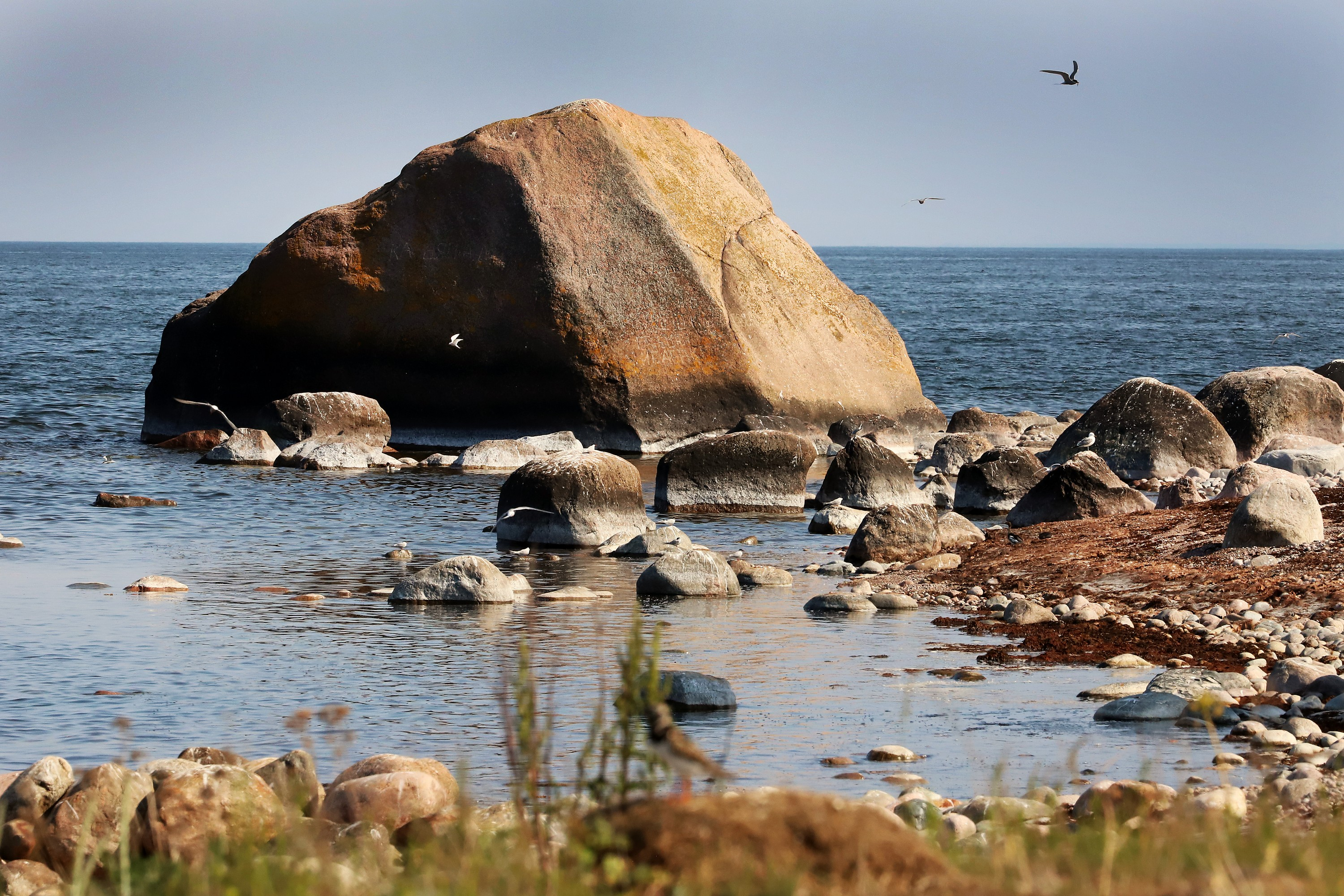
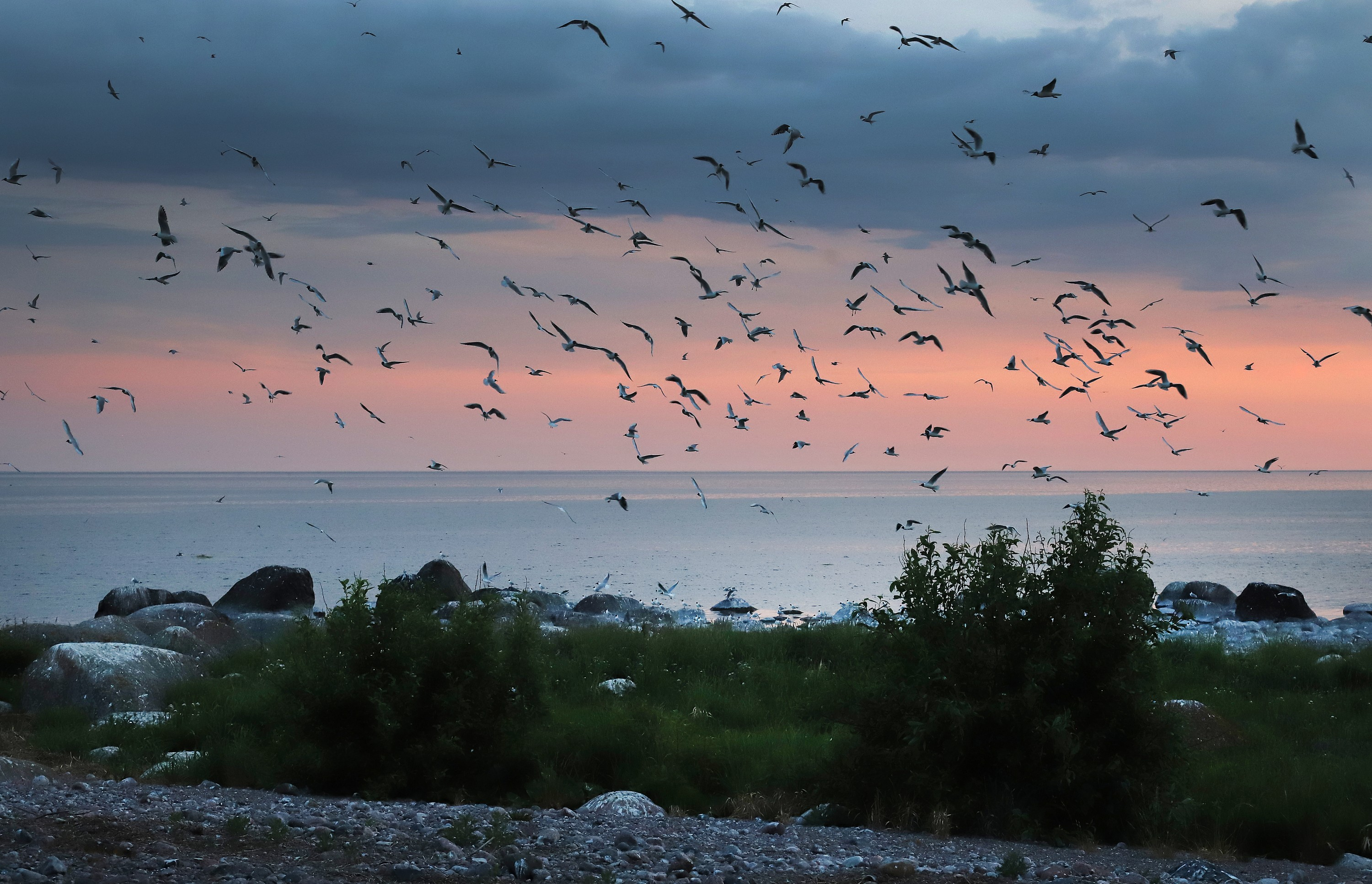

Vaindloo es una isla báltica de Estonia en el golfo de Finlandia. Administrativamente pertenece al municipio rural de Vihula, en el condado de Lääne-Viru.
Vaindloo el punto más septentrional de Estonia. Posee 600 m de longitud y 200 m de largo. Vaindloo es conocida por su faro de 17 m de altura; que fue construido en 1871 (desde 1718 existía uno de madera). A su lado se localiza una estación de defesa de la frontera estonia con una torre de observación de 50 m de altura y un radar.